# Sandoy
Sandoy (dánul: Sandø) egy sziget Feröer déli részén; a szigetcsoport ötödik legnagyobb szigete. Nevének jelentése Homok-sziget.

## Földrajz

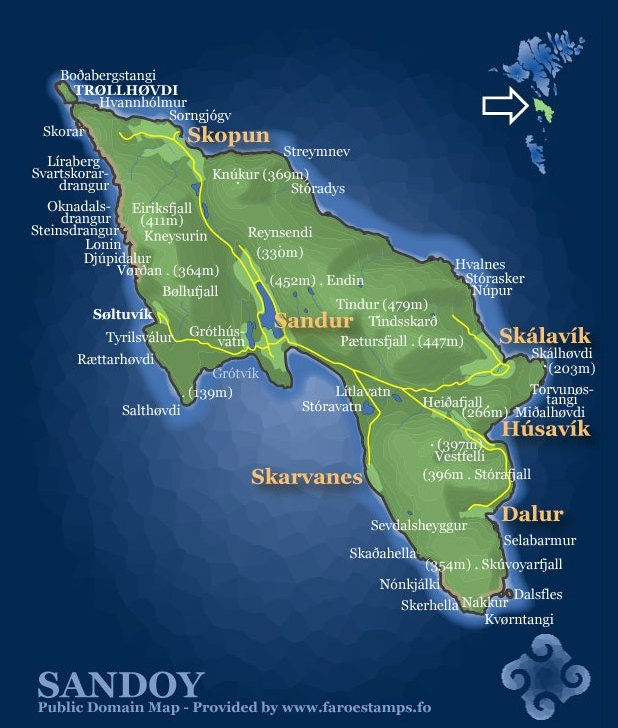
Sandoy térképe

Területe 111,32 km². Partjain homokos strandok találhatók, innen kapta nevét is. Feröer nagy szigetei közül a leglaposabb: nincsenek sem alagutak, sem meredek hegyi utak, de a nyugati part a többi szigethez hasonlóan sziklás, meredek. Legmagasabb pontja a Tindur (479 m).

### Élővilág
A nyugati part sziklafalai gazdag madárvilágnak adnak otthont, de a nemzetközi jelentőségű fészkelőhelyek az egész szigetet körülölelik. Évente mintegy 170 000 pár tengeri madár költ ezeken a területeken. A legjelentősebb fajok a lunda (70 000 pár), az európai viharfecske (50 000 pár), az északi sirályhojsza (50 000 pár), a háromujjú csüllő (20 500 pár), a lumma (29 500 egyed), az atlanti vészmadár (5000 pár), a fekete lumma (400 pár), az üstökös kárókatona (150 pár) és a nagy halfarkas (15 pár). Külön élőhelyként tartják nyilván a Sandur környéki tavakat (Gróthúsvatn, Sandsvatn, Stóravatn és Lítlavatn), ahol többek között 100-150 kis póling fészkel.

## Népesség
A sziget legnépesebb települése Sandur.
| Év              | Lakosság |
| --------------- | -------- |
| 1986. január 1. | 1648     |
| 1991. január 1. | 1650     |
| 1996. január 1. | 1422     |
| 2001. január 1. | 1360     |
| 2006. január 1. | 1382     |

## Gazdaság
A sziget mezőgazdasági területei a legjobbak közé tartoznak Feröeren; a szénát silókban raktározzák el, illetve burgonyát is termesztenek. A sandoyiak legnagyobbrészt halászatból élnek.

## Közlekedés
A sziget fő kompkikötője Skopunban található, innen Gamlarætt kompkikötőjén keresztül kompjárat köti össze a fővárossal, Tórshavnnal. 2004-ben megvalósíthatósági tanulmányt rendeltek a Streymoy és Sandoy között létesítendő Sandoyartunnilin tenger alatti alagútról; a vizsgálat 2005-ben készült el. A kompközlekedést kiváltó alagút 10,5 km hosszú lenne, és Skopuntól délre csatlakozna a Sandur felé vezető úthoz. A munkálatok várhatóan 2011-ben kezdődnek.

### Külső hivatkozások
- Idegenforgalmi oldal (feröeri, angol)
- Sandoy, Skúvoy og Stóra Dímun, Faroeislands.com - Tourist Guide 2009 (angol, német, dán)
- Sandoy portál Archiválva 2011. december 12-i dátummal a Wayback Machine-ben (feröeri)
- Légifotók Archiválva 2017. január 28-i dátummal a Wayback Machine-ben (Anfinn Frederiksen) (angol)